# 안토니오 콘테
안토니오 콘테(이탈리아어: Antonio Conte, 1969년 7월 31일 ~ )는 이탈리아의 은퇴한 축구 선수이며, 현재 SSC 나폴리의 감독을 맡고 있다. 과거 포지션은 중앙 미드필더였다.

## 선수 경력
콘테는 그의 고향을 연고로 하는 레체의 유소년팀에 입단하며 축구계에 입문하였고, 이후 1985년에 같은 팀의 1군에서 세리에 A 데뷔전을 치렀다. 1991년 그는 유벤투스로 이적하였고 (1991년 11월 17일 토리노전에서 데뷔), 훗날 주장직을 맡아 알레산드로 델 피에로에게 넘기기 전까지 이 자리를 맡았다. 1998-99 시즌, 델 피에로가 끔찍한 다리 부상을 당하자, 콘테는 다시 주장완장을 차고 팀의 UEFA 챔피언스리그 준결승행을 이끌었다. 그는 2001-02 시즌까지 주장직을 유지하였다. 2002-03 시즌, 그는 유벤투스의 UEFA 챔피언스리그 결승행의 주역이었는데 이 결승전에서 유벤투스는 AC 밀란에게 승부차기 끝에 패하였다. 이 경기에서 콘테는 팀의 세 번째 빅이어를 가져다 줄 수 있었으나, 후반전 초반에 헤딩슛을 크로스바에 날리며 기회를 무산하였다. 콘테는 유벤투스 역사상 가장 화려하며 영향력 있는 선수였다. 그는 이탈리아 축구 국가대표팀 일원으로 1994년 FIFA 월드컵과 UEFA 유로 2000에 참가하여 두 대회 모두 준우승에 일조했다.

## 감독 경력

### USD 아레초
현역 은퇴 이후, 콘테는 2005-06 시즌 동안 AC 시에나에서 루이지 데 카뇨의 수석코치로 부임하였다.2006년 7월, 그는 세리에 B에 속한 USD 아레초의 감독이 되었다. 그러나, 여러 차례 실망스러운 결과를 보인 그는 2006년 10월 31일에 해고당하였다.
2007년 3월 13일, 그는 후임감독의 성적부진에 따라 다시 USD 아레초의 감독이 되었다. 그가 아레초에 재임하였을 때, 팀은 5연승을 거두었고, 7경기에서 19점의 승점을 따내며, 토스카나의 클럽이 잔류할 수 있는 가장 아래 순위와의 승점차를 최소화시켰다. 그러나 그의 소속팀은 결국 최종적으로 리그 잔류에 실패하였고, 아레초는 리그 최종일이 종료된 후 스페차 칼초와 1점차로 아깝게 세리에 C1으로 강등되었다.

### AS 바리
2007년 12월 27일, 그는 2007-08 시즌의 세리에 B를 위해 주세페 마테라치의 바통을 이어받아 AS 바리의 감독이 되었다. 그는 2007-08 시즌 초반에 강등권에 위치했던 바리를 중위권에 안착시키며 훌륭한 성과를 냈다. 그 다음시즌인 2008-09 시즌, 바리는 세리에 B에서 우승을 거두어 2009-10 시즌에 세리에 A에 합류하였다.
2009년 6월, 공석인 유벤투스 FC 감독직과 링크되었으나, 바리와의 계약을 연장하여 그 다음시즌에도 같은 클럽에서 활약할 것임을 밝혔다. 그러나 6월 23일, 바리는 안토니오 콘테와의 상호계약 해지를 발표하였다.
유벤투스가 클라우디오 라니에리를 경질한 뒤, 콘테는 후임감독 후보에 올랐다. 그러나, "비안코네리"는 치로 페라라를 감독으로 내정하였다. 콘테는 그 전에 그는 유벤투스 FC의 감독을 맡을 준비가 되어 있어, 제의가 오거든 수락할 것임을 밝혔다.

### 아탈란타 BC
2009년 9월 21일, 그는 안젤로 그레구치를 대신하여 아탈란타 BC의 사령탑 자리에 올랐다. 콘테는 오로비치의 지도자로써 초반에 인상적인 활약을 하였으나, 11월을 기점으로 현지팬들의 시위와 콘테의 보드진, 극단 서포터와의 마찰로 문제가 터졌다.
2010년 1월 6일, 콘테는 SSC 나폴리와의 홈경기에서 팬들의 시위대상이 되었고, 이 경기에서 아탈란타는 0-2로 패하였다. 이 경기 이후 경찰이 아탈란타 울트라 팬들과 콘테 사이를 막아 폭력사태를 방지하였다. 그 다음날 콘테는 팀이 19위에 랭크된 상황에서 사임하였다.

### AC 시에나
2010년 5월 9일, 그는 2009-10 시즌에 강등되어 세리에 A 재승격을 노리는 AC 시에나의 감독이 되었다. 그는 팀을 성공적으로 승격시키며, 시에나를 세리에 A에 다시 올려놓았다.

### 유벤투스 FC
2011년 5월 22일, 유벤투스의 스포르팅 디렉터 주세페 마로타는 루이지 델네리의 뒤를 이어 콘테가 유벤투스 FC의 신임 감독이 되었음을 발표하였다. 보드진들은 콘테의 지도하에 유벤투스의 이탈리아 및 유럽무대 정상 복귀를 목표로 하였다.
2012년 5월 6일, 콘테는 칼리아리 칼초전 2-0 승리로 팀의 28번째 스쿠데토 (30번째라고 주장하는 사람들도 있다.)를 일구어냈다. 리그 최종일, 유벤투스는 아탈란타 BC를 3-1로 꺾으며, 세리에 A 역사상 두 번째 무패우승 (20팀 리그로 변환된 이후로는 처음) 을 일구어냈다. 그러나 이어진 코파 이탈리아 결승전에서 SSC 나폴리에 2-0으로 완패하며 시즌 전경기 무패 달성에는 실패하였다.
비안코네리는 많은 무승부를 거둠에도 불구하고, 콘테는 조제 모리뉴 감독 못지않은 평론가들의 찬사를 받았다. 후자의 경우처럼, 콘테는 그의 전술과 선수들간의 신뢰로 승리를 거두었다. 그러나, 조심스러운 포르투갈인과는 다르게, 콘테는 토리노 지역에서 흔한 4-3-3 혹은 3-5-2 포메이션을 활용한 공격축구를 지향하였다.
유벤투스 벤치에서의 첫 10개월 동안, 선수시절 클럽의 가장 인기있는 미드필더였던 그는 여러 기록들을 세웠다. 2012년 3월 17일, ACF 피오렌티나전에서의 5-0 대승 이후, 2005년 11월과 2006년 5월까지 파비오 카펠로의 무패기록과 동률을 이루었다. 2012년 3월 20일, 그는 2004년에 마르첼로 리피가 코파 이탈리아 결승전으로 이끈 뒤 같은 자리에 팀을 올린 첫 유벤투스 감독이 되었다. 3월 25일, 유벤투스 스타디움에서의 2-0 승리로 2005-06 시즌의 파비오 카펠로 이후로는 처음으로 데르비 디탈리아 더블을 기록한 감독이 되었다.

#### 승부조작 혐의
UEFA 유로 2012를 앞두고, 콘테는 최근 승부조작 스캔들에 연루된 필리포 카로뵤, AC 시에나 선수의 범죄를 숨긴 혐의로 법정에 출두하였다. 그의 변호사이자 유벤투스 회장인 안드레아 아넬리는 그가 스캔들에 연루된 것에 대해 부인하였다.
2012년 8월 1일, 콘테는 형량을 3개월로 감량하기를 청탁했으나 거절되었다.
2012년 8월 10일, FIGC는 안토니오 콘테 유벤투스 감독이 노바라 칼초-AC 시에나 경기와 알비노레페-AC 시에나 경기에서 승부조작을 방조한 혐의로 10개월 감독직 정지의 중징계가 내려졌다. 그는 승부조작 사실을 몰랐다고 증언하며 무죄를 주장하였다..
8월 22일 이탈리아 법원은 노바라-시에나 건의 무죄를 선언하였으나, 알비노레페-시에나 건에서 유죄가 선언되었고 10개월 징계는 철회되지 않았다. 알비노레페 관련건의 배심은 크리스티안 스텔리니의 형량 감량 요구로 시작되었고, 그 요인은 콘테가 스텔리니의 거동을 알 방법이 없었기 때문이다. 노바라 건에서 법원의 피에트로 산둘리는 "...경험많은 감독이 라커룸 안의 25명의 선수들 앞에서 '우리는 이 경기를 비긴다'라고 말한 것이 모순인데"라고 발언하였다. 콘테는 아무런 행동 없이, 무명의 펜티토로 고소된 것에 분노하였다.
8월 23일, 유벤투스는 이탈리아 스포츠 법정에 징계 철회에 대해 항소를 제출하였다..
유벤투스 코칭스태프들과 선수들은 2012년 수페르코파 이탈리아나 타이틀을 콘테에게 바쳤다.

### 첼시 FC
16-17 시즌을 앞두고 지난 시즌 중 경질된 조제 무리뉴 감독과 대체 감독으로 온 거스 히딩크 감독의 뒤를 이어 첼시의 새로운 감독으로 안토니오 콘테가 낙점 되었다. 부임 후 시즌 초반 리그에서 웨스트 햄, 왓포드, 번리를 상대로 3연승을 달리며 순조로운 출발을 보였으나 이후 우승 경쟁팀이였던 리버풀과 아스날과의 2연전에서 연달아 패하면서 위기를 맞이한다. 아스날전 패배 이후 콘테는 시즌 초반부터 사용해온 기존의 4백 시스템 대신 유벤투스와 이탈리아 대표팀에서 즐겨 사용한 3백을 주 포메이션으로 변경한다. 아스필리쿠에타 - 다비드 루이스 - 케이힐로 이어지는 탄탄한 3백 수비 라인에 새롭게 팀에 합류한 은골로 캉테, 마르코스 알론소 등의 활약과 더불어 임대생활을 전전하다 윙백으로 변신한 빅터 모지스의 성공과 지난 시즌 부진에서 벗어난 에덴 아자르와 디에고 코스타, 페드로가 이끄는 공격진 부활에 힘입은 콘테의 첼시는 리그에서 13연승을 달성했고, 같은 기간 동안 무리뉴의 맨체스터 유나이티드를 4:0으로 과르디올라의 맨체스터 시티를 3:1로 꺾는 등 리그 내 우승 후보들을 상대로도 무적의 모습을 보이면서 승승장구 하였다. 콘테와 첼시 선수들의 활약으로 첼시는 프리미어리그 출범 이후 단일시즌 최다승(30승) 기록을 경신하며 16-17시즌 프리미어리그 우승을 차지하였으며 1시즌 만에 챔피언스리그에도 복귀하였다.
지난 시즌 리그 우승을 차지했음에도 불구하고, 지난 시즌과 마찬가지로 지지 부진한 팀의 이적 시장에 콘테와 보드진 간의 마찰이 심해졌으며, 지난 시즌 후반기부터 마찰을 빚어 왔던 공격수 디에고 코스타와의 갈등이 최고조에 달하는 등 어수선한 분위기에서 여름을 보낸 콘테의 첼시는 결국 시즌 전초전이였던 커뮤니티 실드에서 아스날에 패하면서 우승컵을 내주게 된다. 리그에서도 지난 시즌의 압도적인 모습을 보여주지 못하면서 5위로 리그를 마감하였으며, 1년 만에 복귀한 챔피언스리그에서도 FC 바르셀로나에 밀려 16강에서 마감하게 된다. FA컵을 우승으로 이끌며 무관은 면하였지만, 2018년 7월 13일, 감독직에서 경질되었다.

### 인테르나치오날레
2019년 5월 31일 인터 밀란의 새로운 감독으로 선임되었다. 부임 첫해 세비야와의 2020 UEFA 유로파리그 결승전에서 패배해 준우승을 달성했다. 부임 두 번째 해에는 유벤투스 FC의 10연패를 저지하고 리그 우승을 달성하였다.
2021년 5월 26일 이사회와 이견으로 계약 해지하였다.

### 토트넘 홋스퍼
2021년 11월 2일 토트넘 홋스퍼 FC 감독으로 부임하여 3년 만에 프리미어리그에 복귀하였다.

## 기록

### 국가대표팀 기록
| 골 | 날짜            | 경기장                   | 상대     | 점수 | 최종결과 | 대회                  |
| -- | --------------- | ------------------------ | -------- | ---- | -------- | --------------------- |
| 1. | 1999년 3월 27일 | 파르켄스타디온, 쾨벤하운 | 덴마크   | 2–1  | 승리     | UEFA 유로 2000 예선전 |
| 2. | 2000년 6월 11일 | 헬레돔, 아른험           | 튀르키예 | 2–1  | 승리     | UEFA 유로 2000        |

### 감독 기록
| 팀            | 국가     | 부임             | 사임 및 경질     | 기록 | 기록 | 기록 | 기록 | 기록 | 기록 | 기록 | 기록     |
| 팀            | 국가     | 부임             | 사임 및 경질     | 경기 | 승   | 무   | 패   | 득   | 실   | 차   | 승률 (%) |
| ------------- | -------- | ---------------- | ---------------- | ---- | ---- | ---- | ---- | ---- | ---- | ---- | -------- |
| 아레초        | 이탈리아 | 2006년 7월 1일   | 2006년 10월 31일 | 12   | 1    | 7    | 4    | 4    | 10   | −6   | 008.33   |
| 아레초        | 이탈리아 | 2007년 3월 13일  | 2007년 6월 12일  | 15   | 8    | 3    | 4    | 22   | 17   | +5   | 053.33   |
| 바리          | 이탈리아 | 2007년 12월 27일 | 2009년 6월 23일  | 67   | 32   | 22   | 13   | 98   | 63   | +35  | 047.76   |
| 아탈란타      | 이탈리아 | 2009년 9월 21일  | 2010년 1월 7일   | 14   | 3    | 4    | 7    | 14   | 21   | −7   | 021.43   |
| 시에나        | 이탈리아 | 2010년 5월 23일  | 2011년 5월 30일  | 44   | 22   | 14   | 8    | 71   | 38   | +33  | 050.00   |
| 유벤투스      | 이탈리아 | 2011년 5월 31일  | 2014년 7월 15일  | 151  | 102  | 34   | 15   | 280  | 101  | +179 | 067.55   |
| 이탈리아      | 이탈리아 | 2014년 8월 14일  | 2016년 7월 2일   | 25   | 14   | 7    | 4    | 34   | 21   | +13  | 056.00   |
| 첼시          | 잉글랜드 | 2016년 7월 3일   | 2018년 7월 13일  | 106  | 69   | 17   | 20   | 212  | 102  | +110 | 065.09   |
| 인터밀란      | 이탈리아 | 2019년 5월 31일  | 2021년 5월 26일  | 102  | 64   | 23   | 15   | 214  | 102  | +112 | 062.75   |
| 토트넘 홋스퍼 | 잉글랜드 | 2021년 11월 2일  | 2023년 3월 26일  | 76   | 41   | 12   | 23   | 136  | 85   | +51  | 53.95    |
| 나폴리        | 이탈리아 | 2024년 6월 5일   | 현재             |      |      |      |      |      |      |      |          |
| 합계          | 합계     | 합계             | 합계             | 536  | 315  | 131  | 90   | 949  | 475  | +474 | 58.77    |

## 수상

### 선수

#### 유벤투스 FC(1991~2004)
- 세리에 A : 1994-95, 1996-97, 1997-98, 2001-02, 2002-03
- 코파 이탈리아 : 1994-95
- 수페르코파 이탈리아나 : 1995, 1997, 2002, 2003
- UEFA 챔피언스리그 : 1995-96
- UEFA 컵 : 1992-93
- UEFA 슈퍼컵 : 1996
- UEFA 인터토토컵 : 1999
- 인터콘티넨털컵 : 1996

#### 이탈리아축구 국가대표팀 (1994~2000)
- 1994년 FIFA 월드컵 준우승
- UEFA 유로 2000 준우승

### 감독

#### AS 바리 1908(2007~2009)
- 세리에 B : 2008-09

#### 유벤투스 FC(2011~2014)
- 세리에 A : 2011-12, 2012-13, 2013-14
- 수페르코파 이탈리아나 : 2012, 2013

#### 첼시 FC(2016~2018)
- 프리미어리그 : 2016-17

- FA컵 : 2017-18

#### FC 인테르나치오날레 밀라노(2019~2021)
- 세리에 A : 2020-21

#### SSC 나폴리(2024~)
- 세리에 A : 2024-25

### 개인
- 유벤투스 명예의 거리 50인
- 판키나도르 : 2011–12, 2012–13, 2013–14, 2020–21
- 세리에 A 올해의 감독상 : 2011–12, 2012–13, 2013–14, 2020–21
- 세리에 A 최우수 감독[29] : 2024-25
- 프리미어리그 올해의 감독[29]: 2016-17
- 프리미어리그 이달의 감독: 2016년 10월ㆍ11월ㆍ12월
- 가제타 올해의 감독: 2015, 2021
- LMA 올해의 감독: 2016-17
- 글로브사커 올해의 감독: 2013
- 이탈리아 축구 명예의 전당 : 2021
- 이탈리아 공화국 공로장 5등급: 2000